# Комиш-Бурун (порт)
Керченський морський порт «Комиш-Бурун» — морський порт у районі Аршинцеве, в промисловій зоні міста Керчі, який спеціалізується на перевалці феросплавів, вугілля, ільменіту, марганцевого концентрату, коксового дріб'язку, генеральних вантажів.

## Розташування
Комиш-Бурун розташований у південній частині Комиш-Бурунської бухти, навпроти Комиш-Бурунської коси, за 2,4 милі на північ від мису Комиш-Бурун Керченської протоки.

## Назва
Топонім Комиш-Бурун походить з кримськотатарської мови, Qamış — комиш, Burun — ніс чи мис.

## Історія
Порт був побудований у 1951 році та діяв як структурний підрозділ Комиш-Бурунського залізорудного комбінату. 10 серпня 1992 року розпорядженням Кабінету міністрів України порт відкрили для заходу іноземних суден. Після приватизації, у 2007 році, порт придбала донецька фінансово-промислова група «Альтком».
27 лютого 2015 року ТОВ «Керченський морський порт „Комиш-Бурун“» російська окупаціна влада «націоналізувала»
. 5 березня 2015 року російською окупаційною владою на базі порту було створене ГУП РК «Комиш-Бурунська виробнича компанія». З 2016 році причали порту використовувалися для прийому поромів переправи, що доставляють великовантажні автомобілі з території Росії.

## Акваторія та портові потужності

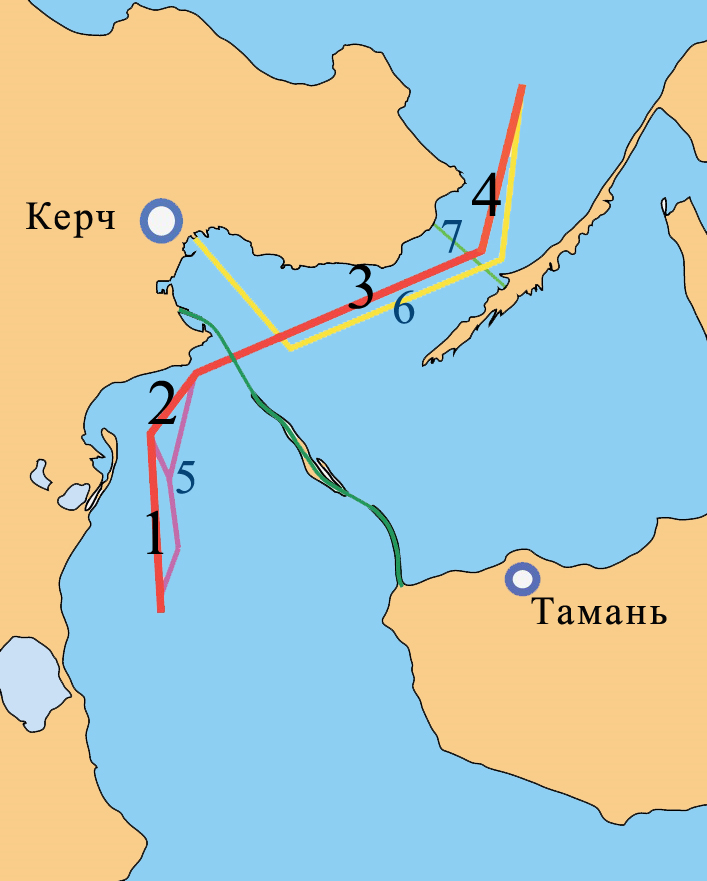
2 — судноплавний канал у порт Комиш-Бурун, так зване Бурунське коліно

Порт незамерзаючий, з цілодобовим режимом роботи, його акваторія зручна для безпечної стоянки суден в будь-яку погоду. Проектна глибина порту — 8,2 м. Порт має свій підхідний канал, який відходить від Керч-Єнікальського каналу біля північно-західного краю Комиш-Бурунської коси. Довжина каналу — 1,2 милі, ширина — 60 м. Судна зобов'язані брати лоцмана під час плавання судноплавним каналом у порт Комиш-Бурун, здійснюється Керченську філію ДП «Дельта-лоцман». Швидкість руху по каналу — до 6 вузлів. Поблизу порту, на західному березі бухти Комиш-Бурунська, розташований Комиш-Бурунський маяк.
Комиш-Бурун приймає судна шириною до 50 метрів, довжиною до 200 метрів, з осадкою до 5 метрів. Пропускна спроможність порту — 75 90 тис. тонн вантажів на місяць. Вантажно-розвантажувальні роботи здійснюються з використанням чотирьох портальних кранів вантажопідйомністю 16 тонн. Виробнича потужність порту — 3 тис. тонн навалювальних вантажів на добу. Під час вантажно-розвантажувальних робіт може одночасно перебувати 3 судна.
У порту є під'їзні залізничні колії загальною протяжністю 1860 м, які з'єднують всі причали та склади порту. Площа складів відкритого зберігання становить 13150 м². Також на території порту розташована промислова залізнична станція «Комиш-Бурун». Станція «Аршинцеве» Кримської залізниці розташована за 8 км від порту Комиш-Бурун.
У порту діє 4 причали. Причал № 1 — довжиною 125 м, глибинами до 6 м, обладнаний 2 портальні крани «Кіровець» по 16 т. Перевантажують вугілля, феросплави. Інтенсивність навантаження — 2500-3000 тонн на добу. Причали № 3, 4 — загальною довжиною 360 м, глибинами 7 м обладнані 3 портальними кранами.
Загальна довжина причальної лінії 610 метрів, глибини біля причалів 6-7 м.